# Temporada da NBA de 1968–69
A temporada da NBA de 1968-69 foi a 23ª temporada da National Basketball Association (NBA). Ela encerrou com o Boston Celtics conquistando o campeonato da NBA após derrotar o Los Angeles Lakers por 4-3 nas finais da NBA.

## Temporada regular

### Divisão Leste
| Time               | V  | D  | %    | JA |
| ------------------ | -- | -- | ---- | -- |
| Baltimore Bullets  | 57 | 25 | .695 | -  |
| Philadelphia 76ers | 55 | 27 | .671 | 2  |
| New York Knicks    | 54 | 28 | .659 | 3  |
| Boston Celtics C   | 48 | 34 | .585 | 9  |
| Cincinnati Royals  | 41 | 41 | .500 | 16 |
| Detroit Pistons    | 32 | 50 | .390 | 25 |
| Milwaukee Bucks    | 27 | 55 | .329 | 30 |

### Divisão Oeste
| Time                   | V  | D  | %    | JA |
| ---------------------- | -- | -- | ---- | -- |
| Los Angeles Lakers     | 55 | 27 | .671 | -  |
| Atlanta Hawks          | 48 | 34 | .585 | 7  |
| San Francisco Warriors | 41 | 41 | .500 | 14 |
| San Diego Rockets      | 37 | 45 | .451 | 18 |
| Chicago Bulls          | 33 | 49 | .402 | 22 |
| Seattle SuperSonics    | 30 | 52 | .366 | 25 |
| Phoenix Suns           | 16 | 66 | .195 | 39 |

C - Campeão da NBA

## Líderes das estatísticas
| Categoria        | Jogador          | Time               | Est.  |
| ---------------- | ---------------- | ------------------ | ----- |
| Pontos           | Elvin Hayes      | San Diego Rockets  | 2,327 |
| Rebotes          | Wilt Chamberlain | Los Angeles Lakers | 1,712 |
| Assistências     | Oscar Robertson  | Cincinnati Royals  | 772   |
| Arremessos (%)   | Wilt Chamberlain | Los Angeles Lakers | .583  |
| Tiros livres (%) | Larry Siegfried  | Boston Celtics     | .864  |

## Prêmios
- Jogador Mais Valioso: Wes Unseld, Baltimore Bullets
- Revelação do Ano: Wes Unseld, Baltimore Bullets
- Técnico do Ano: Gene Shue, Baltimore Bullets

- All-NBA Primeiro Time:
  - Elgin Baylor, Los Angeles Lakers
  - Wes Unseld, Baltimore Bullets
  - Billy Cunningham, Philadelphia 76ers
  - Earl Monroe, Baltimore Bullets
  - Oscar Robertson, Cincinnati Royals

- All-NBA Time Revelação:
  - Gary Gregor, Phoenix Suns
  - Wes Unseld, Baltimore Bullets
  - Elvin Hayes, San Diego Rockets
  - Art Harris, Seattle SuperSonics
  - Bill Hewitt, Los Angeles Lakers

- All-NBA Time Defensivo:
- Primeiro Time:
  - Dave DeBusschere, New York Knicks
  - Nate Thurmond, San Francisco Warriors
  - Bill Russell, Boston Celtics
  - Walt Frazier, New York Knicks
  - Jerry Sloan, Chicago Bulls
- Segundo Time:
  - Rudy LaRusso, San Francisco Warriors
  - Tom Sanders, Boston Celtics
  - John Havlicek, Boston Celtics
  - Jerry West, Los Angeles Lakers
  - Bill Bridges, Atlanta Hawks